# Canis lupus occidentalis
Loup du Canada
Sous-espèce
Canis lupus occidentalis, le Loup du Canada, est une sous-espèce du Loup gris dont l'aire de répartition couvre l'ouest du Canada et l'Alaska. Il est également nommé « Loup du Canada et de l'Alaska », « Loup de l'Alberta » et « Loup de la vallée de Mackenzie ».

## Taxonomie
L'apparence du Loup gris présente une grande variabilité selon leur région d'origine. De nombreuses sous-espèces ont été décrites sur la base de quelques individus, sans prendre en compte la variabilité phénotypique naturelle de l'espèce. Ainsi, Edward Alphonso Goldman décrit 24 sous-espèces américaines différentes en 1944.
Les recherches actuelles sont fondées sur des critères multifactoriels tels que la morphologie, la paléontologie, le comportement et les analyses génétiques. Cette réorientation de la description des sous-espèces a conduit à réduire considérablement le nombre de sous-espèces en considérant qu'il s'agit dans la majorité des cas d'adaptations locales de l'espèce Canis lupus.
En 1983, Nowak propose de réduire les loups d'Amérique à cinq sous-espèces : Canis lupus occidentalis, arctos, baileyi, nubilus et lycaon. Son argumentation se développe autour de la séparation géographique en Amérique du Nord de cinq populations de loups au cours de la glaciation du Pléistocène, isolation durable qui aurait permis la formation des différentes formes. Les cinq formes de loups sont par la suite confirmées par des études génétiques.
Ainsi Canis lupus occidentalis regroupe les sous-espèces suivantes :
- Canis lupus griseoalbus - le Loup des prairies
- Canis lupus mackenzii - le Loup du fleuve Mackenzie
- Canis lupus pambasileus - le Loup d'Alaska
- Canis lupus tundrarum - le Loup de la toundra (d'Alaska)
- Canis lupus alces - le Loup de la péninsule Kenai (éteint)
- Canis lupus columbianus - le Loup de la Colombie-Britannique

## Découvertes archéologiques
Selon un article d'une revue scientifique parue le 22 décembre 2020, un mineur d'or canadien est tombé par hasard sur un cadavre momifié de louveteau en Alaska en juillet 2016, qui se trouvait dans un état de conservation excellent, selon les chercheurs, qui constatent que seuls les yeux du cadavre manquent, ce qui est un fait très rare. Par ailleurs, le louveteau serait mort dans sa tanière il y a 57 000 ans. Il a été découvert que son régime alimentaire se composait notamment de Saumon royal, ce qui constitue une découverte étonnante pour les chercheurs, car les loups sont de nature carnivore, et non piscivore comme le suggère l'alimentation de ce louveteau.

## Comportement vis-à-vis de l'Humain
Des attaques ont eu lieu ces dernières années dans l'Ouest du Canada ou en Alaska dont certaines mortelles, notamment en mars 2010, près de Chignik Lake,. Elles restent cependant rares.

## Répartition

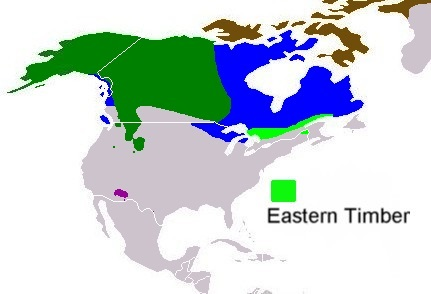
Répartition géographique des sous-espèces de Canis lupus en Amérique du Nord :
Canis lupus occidentalis
Canis lupus lycaon
Canis lupus nubilus
Canis lupus arctos
Canis lupus baileyi